# Acosmeryx sinjaevi
Acosmeryx sinjaevi là một loài bướm đêm thuộc họ Sphingidae. Nó được miêu tả bởi Brechlin và Kitching năm 1996, và ở miền bắc Việt Nam và Hải Nam và Phúc Kiến, Trung Quốc.